# ماغنوم رول
ماغنوم رول (بالإنجليزية: Magnum Rolle) مواليد 23 فبراير 1986 في فريبورت، هو لاعب كرة سلة بهامي بدأ مسيرته الاحترافية في سنة 2010 حيث تم اختياره من قبل فريق أوكلاهوما سيتي ثاندر خلال الدرافت يلعب في دوري بورتوريكو لكرة السلة كلاعب وسط ويحمل الرقم 42. يبلغ طوله 6 قدم 11 بوصة (2.1 م).

## روابط خارجية
- ماغنوم رول على موقع الاتحاد الدولي لكرة السلة (الإنجليزية)
- ماغنوم رول على موقع سبورتس رفرنس (الإنجليزية)
- ماغنوم رول على موقع كرة السلة الأوروبية.كوم (الإنجليزية)
- ماغنوم رول على موقع كلية كرة السلة في سبورتس رفرنس.كوم (الإنجليزية)
- ماغنوم رول على موقع ريلجم (الإنجليزية)
- ماغنوم رول على موقع بروبوليرز (الإنجليزية)
- ماغنوم رول على موقع سبورتس رفرنس (الإنجليزية)